# Kolbäcks gård
Kolbäcks gård i Bergstena socken norr om Alingsås och Lena är en av de allra äldsta sätesgårdarna i Västergötland.
Gården räknas som stamgods för ätterna Lilliehöök af Gälared och Kolbäck samt Lilliehöök af Fårdala genom att anfadern Bertil Pedersson Lilliehöök bodde här år 1463. I Lilliehöökarnas ägo vandrade Kolbäck i minst 10 generationer, mer än 200 år.